# دوربین جلو

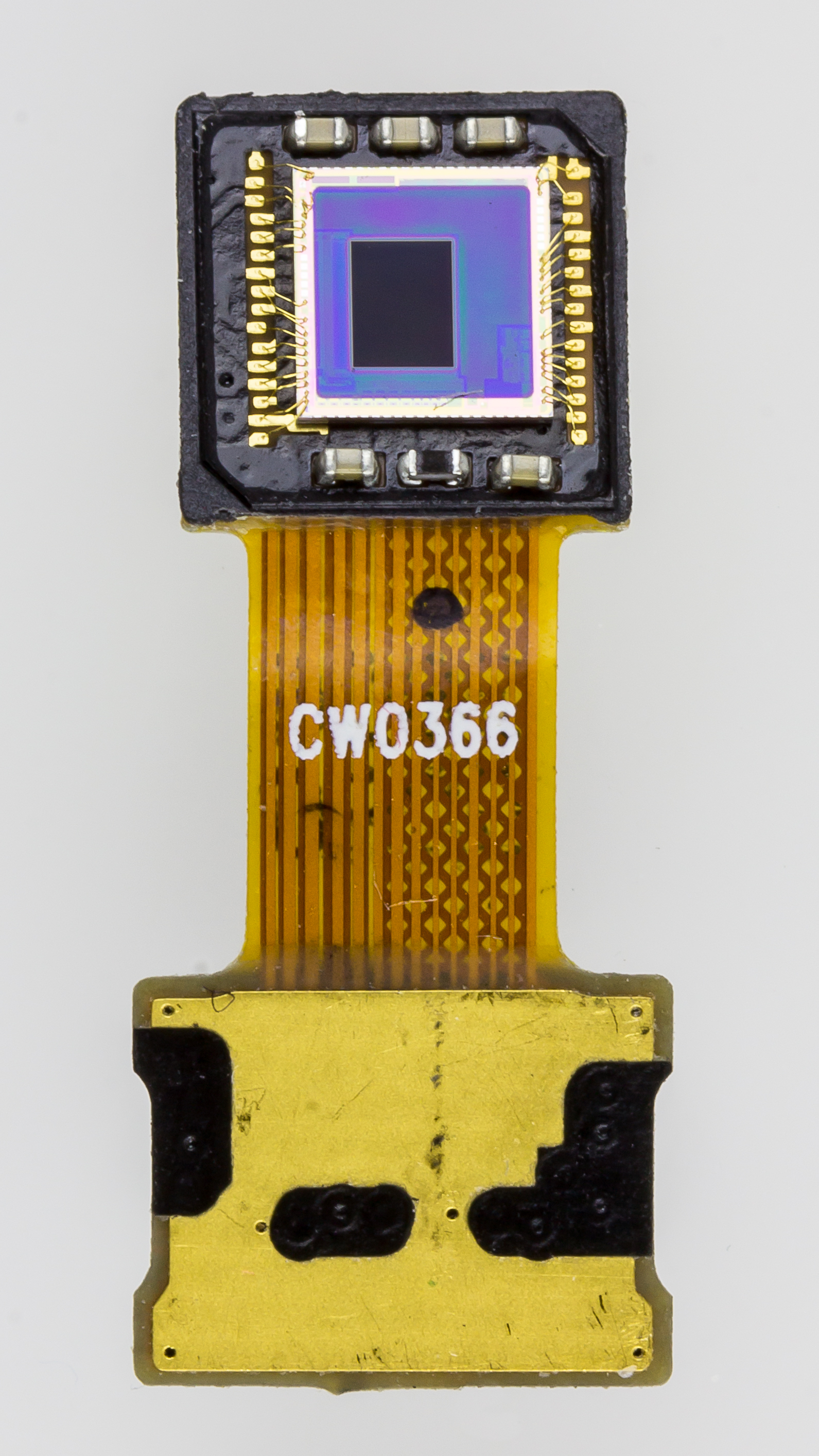
دوربین جلو همراه با کانکتور

دوربین جلو، که بیشتر به نام دوربین سلفی شناخته می‌شود، ویژگی‌ای رایج در دوربین‌ها، تلفن همراه‌ها، گوشی هوشمند‌ها، تبلت‌ها، لپ‌تاپ‌ها و برخی کنسول بازی دستی است. در حالی که دوربین‌های مستقل به سمت جلو و دور از کاربر قرار می‌گیرند، تبلت‌ها، گوشی هوشمند‌ها و دستگاه‌های مشابه، معمولاً دارای دوربینی رو به کاربر هستند که امکان گرفتن عکس سلفی یا ویدیو در حین نگاه کردن به صفحه‌نمایش دستگاه را فراهم می‌کند. این دوربین‌ها به عنوان «دوربین جلو» شناخته می‌شوند و نقش مهمی در ویدئو تلفنی و ثبت سلفی‌ها دارند. اغلب، تصویر پیش‌نمایش به صورت پیش‌فرض به تصویر آینه‌ای نمایش داده می‌شود که برای بسیاری از کاربران طبیعی‌تر است. با این حال، این پیش‌فرض قابل تغییر است و تصویر ثبت‌شده در هر صورت معکوس نمی‌شود.

## تاریخچه
در حالی که دوربین جلو به‌طور اختصاصی وجود نداشت، دوربین دیجیتال کاسیو مدل «QV-10» دارای لنزی بود که می‌توانست تا ۱۸۰ درجه بچرخد. این دوربین که در سال ۱۹۹۵ معرفی شد، اولین دوربین دیجیتال مصرفی با نمایشگر ال‌سی‌دی رنگی بود. این ویژگی به کاربر امکان می‌داد دوربین را به سمت خود نگه دارد و هم‌زمان صفحه‌نمایش ال‌سی‌دی را مشاهده کند.
شاید اولین دستگاه دستی که از دوربین جلویی استفاده کرد، گیم بوی کمرا بود که در فوریه ۱۹۹۸ در ژاپن عرضه شد. گیم بوی کمرا در واقع یک افزودنی برای گیم بوی بود.
اولین تلفن همراهی که دوربین جلویی داشت، کیوسرا ویژوال فون وی‌پی-۲۱۰ بود که در ماه مه ۱۹۹۹ در ژاپن به بازار آمد. این دستگاه که در آن زمان به عنوان یک «تلفن تصویری همراه» شناخته می‌شد، دارای دوربین جلویی با رزولوشن ۱۱۰,۰۰۰ پیکسل بود. این تلفن توانایی ذخیره‌سازی ۲۰ تصویر دیجیتال JPEG را داشت و می‌توانست تصاویر را از طریق ایمیل ارسال کند، یا تا دو تصویر در ثانیه از طریق شبکه تلفن دستی شخصی (PHS) در ژاپن ارسال کند.
چندین تلفن همراه با دوربین جلویی در سال ۲۰۰۳ به بازارهای غربی عرضه شدند، از جمله NEC e606، NEC e616، سونی اریکسون Z1010 و موتورولا A835. در ابتدا، دوربین جلویی برای استفاده در ویدیو کنفرانس‌ها طراحی شده بود. همچنین، تلفن موتورولا ای-۹۲۰ که در سال ۲۰۰۳ عرضه شد، ممکن است اولین تلفن هوشمند دارای دوربین جلویی بوده باشد.
اولین آیفون با دوربین جلویی، آیفون ۴ بود.
در ماه مه ۲۰۱۷، اسنشال فون با معرفی ناچ (شکاف در صفحه‌نمایش برای جای‌گذاری دوربین جلو) عرضه شد که این طراحی با معرفی آیفون X در اواخر همان سال محبوب شد. از سال ۲۰۱۹، برخی از گوشی‌های هوشمند از دوربین‌هایی استفاده کردند که از داخل دستگاه بیرون می‌آیند، تا به جای استفاده از ناچ، فضای بیشتری به صفحه نمایش اختصاص دهند. همچنین، دوربین‌های زیر صفحه در حال توسعه هستند که به‌گونه‌ای طراحی شده‌اند تا از زیر یک نمایشگر ویژه بتوانند تصویر بگیرند.